# Metalo-beta-laktamazy
Metalo-β-laktamazy − grupa enzymów posiadająca metal w centrum aktywnym, warunkująca oporność na antybiotyki beta-laktamowe. Enzymy te należą do grupy molekularnej B oraz do klasy 3 według klasyfikacji Karen Bush. Cechą charakterystyczną jest zdolność do rozkładu karbapenemów – są to jedyne beta-laktamazy rozkładające te związki – oraz niewrażliwość na inhibitory beta-laktamaz. Metalo-β-laktamazy są hamowane przez kwas merkaptopropionowy oraz EDTA, co jest wykorzystywane w diagnostyce mikrobiologicznej.
Czasami stosuje się odpowiednie E-testy, w których pasek nasączony jest wolnym imipenemem z jednej strony, a z drugiej w połączeniu z inhibitorem. Odpowiedni stosunek pierwszych pełnych stref zahamowania wzrostu upoważnia do stwierdzenia obecności tego enzymu.
Wyróżnia się dwie główne grupy enzymów:
- karbapenemazy, rozkładające wyłącznie karbapenemy (inne beta-laktamy w mniejszym stopniu).
- enzymy o szerokim spektrum, rozkładające wszystkie beta-laktamy, oprócz monobaktamów.

Geny kodujące te enzymy znajdują się na chromosomie, lub rzadziej, na plazmidzie.